# Morrinhosuchus
Morrinhosuchus – rodzaj wymarłego krokodylomorfa z grupy Notosuchia. Zamieszkiwał tereny dzisiejszej Brazylii, jego szczątki znaleziono w formacji Adamantina z późnej kredy. Znany jest z żuchwy i przedniej części czaszki zebranych w gminie Monte Alto w stanie São Paulo. Jego nazwa odwołuje się do Morrinho de Santa Luzia, wzgórza leżącego nieopodal miejsca odnalezienia holotypu. Epitet gatunkowy luziae odnosi się do kapliczki Santa Luzia usytuowanej na szczycie wzgórza.
Czaszka ze szczęką i żuchwą są szerokie w tylnej części, zwężające się ku przodowi. Zęby w tylnej części szczęki i żuchwy mają kształt bulwiasty, w przekroju wydają się natomiast koliste. Podobny kształt zębów spotkano jedynie u innego przedstawiciela Notosuchia: Mariliasuchus, pochodzącego również z formacji Adamantina. Żuchwa zakrzywia się do góry. Spojenie, w którym łączą się oba parzyste zawiązki żuchwy, tworzone jest z udziałem kości okładkowej. Czaszka zachowuje okna przedoczodołowe, czyli otwory leżące naprzeciw oczodołów. Kość nosowa na szczycie czaszki za nozdrzami zewnętrznymi jest względnie długa. Występuje niewielki karb w miejscu zetknięcia kości szczękowej i przedszczękowej w okolicy przodu pyska.
Morrinhosuchus odróżnia się od Mariliasuchus na podstawie kilku unikalnych cech. Na przykład występuje u niego przerwa pomiędzy kością szczękową a podniebienną w okolicy środka tej ostatniej. Kość podniebienna jest także szersza, niż u Mariliasuchus. Zęby obu rodzajów są do siebie bardzo podobne, jednak już ich liczba i rozmieszczenie wykazują niewielkie różnice. Morrinhosuchus ma 7 zębów za zębami przypominającymi ssacze kły. U Mariliasuchus występuje 6. Istnieją także różnice w kształcie pyska. U Morrinhosuchus pysk był wyższy, bardziej zaostrzony.
Formację Adamantina datuje się na turon–santon. Jej osady powstały w warunkach częściowo suchych około 95 milionów lat temu. Morrinhosuchus znaleziono w odsłonięciu czerwonego piaskowca z wtrętami z węglanów, konkrecjami, a także z obszarami intensywnej bioturbacji. Formacja ta należy do większego basenu Bauru, z którego pochodzi kilka innych Notosuchia. Chodzi tu o Sphagesaurus, Mariliasuchus, Adamantinasuchus, Armadillosuchus i Baurusuchus.